# Strada provinciale 20 San Pietro in Casale-SS 64
La strada provinciale 20 San Pietro in Casale-SS 64 è una strada provinciale italiana della città metropolitana di Bologna.

## Percorso
A San Pietro in Casale ha inizio dalla SP 4 e corre verso est, incontrando le frazioni di Gavaseto e Cenacchio. In comune di Malalbergo la SP 20 si collega all'autostrada A13 tramite lo svincolo di Altedo e, tra la stessa Altedo e Pegola, si conclude immettendosi nella SS 64.